# Peder Hansen (1801-1854)
 Der er flere personer med dette navn, se Peder Hansen.
Peder Hansen eller Peder Hansen Lundby (født 8. december 1801 i Sallerup, Køng Sogn, død 19. maj 1854 i Lundby) var en dansk husmand og politisk agitator.
Han var søn af husmand og smed Hans Christensen, var allerede i skolen en af de flinkeste drenge og meget lærelysten, hvorfor han fik særlig undervisning af præsten, den senere biskop Tage Müller. Han tjente siden sit brød dels som markarbejder og medhjælper for sin fader, dels som violinspiller ved bondegilder. 1828 giftede han sig, og 1832 blev han husfæster i Lundby. 1835 blev Hansen, der siden 1829 havde været stokkemand, inddraget i den retslige undersøgelse om birkedommerens embedsførelse og holdt fængslet i 16 uger på en løs sigtelse af en bedragerisk fuldmægtig (senere straffet for underslæb) for at have efterskrevet dennes navn på nogle auktionsregninger. Hansen blev efter tidens uheldigt retspraksis ikke renset, men blot "frifundet for videre tiltale". Sagen blev senere brugt mod ham af hans politiske modstandere stænderforsamlingens godsejere.
1840 begyndte han med nogle artikler i Sjællandsposten en kamp for at forbedre husmændenes kår, særlig ved at indskrænke hoveriet og afgifterne til godsejerne, og fortsatte denne i flere år, dels ved bladartikler og flyveskrifter, dels ved at forfatte andragender til kongen og stænderne, dels ved at holde møder. Som dygtig mundtlig agitator blev Hansen medhjælper for skolelærer Rasmus Sørensen, da denne fra 1844 begyndte at rejse rundt i landet for at få bønderne til at indsende Adresser om en række landboreformer (hartkornets egalisering, tvangsafløsning af fæstevæsenet, tiendeafløsning, almindelig værnepligt). Hansen berejste Sjælland og Falster; særlig i Holbæk Amt vandt han tilslutning og vakte opsigt.
Denne virksomhed var ikke uden betydning, og Hansen blev ikke alene genstand for godsejernes uvilje, men i en rundskrivelse fra Kancelliet 1845 udpeget til embedsmændenes særlige opmærksomhed som den, der søgte at "ophidse og forlede Landalmuen til at indgive falske Klagemaal". Hansen og Sørensens agitation dannede baggrund for den heftige debat om landbospørgsmålene i Roskilde Stænder, da J.C. Drewsen med berettiget ironi kunne tale om "Per Hansen, som forstyrrer Godsejernes Nattero". Det såkaldte Bondecirkulære af 8. november 1845 var i virkeligheden rettet mod disse revolutionære aktiviteter. I stænderforsamlingen i 1844 prøvede tre godsejere at nedgøre ham ved at pege på hans "kriminelle" fortid. Her svarede Peder Hansen igen med en 72 sider lang pjece Tak for sidst! til Aristokraterne i Roeskilde Stænderforsamling 1844.
På grund af dette ry undlod Bondevennernes Selskab at opstille ham til Den Grundlovgivende Rigsforsamling, da han ikke ansås for "uberygtet". Efter 1848 var Hansens agitation mindre fremtrædende og indskrænkedes til artikler i J.A. Hansens Almuevennen. I 1851 søgte Hansen at blive renset for sin "kriminelle" fortid og efter flere retssager fik han i 1852 overrettens dom for, at han var uberygtet i Grundlovens forstand og havde dermed valgret. Han kæmpede for at holde sig fri af fattigvæsenet og ansøgte om at oprette en høkerforretning i Lundby, men godsejeren på Lundbygaard afgav mindretal med henvisning til Peder Hansen ikke havde "et uplettet rygte". Hansen ankede sagen til Indenrigsministeriet, hvor hans tidligere politiske modstander, A.S. Ørsted var minister. Indenrigsministeriet afslog amtmandens anbefaling uden begrundelse. Peder Hansen døde 19. maj 1854 i fattigdom og er begravet på Lundby Kirkegård.
En mindesten er rejst 1903 ved Kærehave Landbrugsskole ved Ringsted. Den er senere flyttet til Høng Efterskole. Mindestenen blev ført tilbage til Kærehave på Køgevej i Ringsted , renoveret og genindviet samme sted den 20. september 2016.  .
Desuden er rejst en mindesten i Gammel Lundby. 

## Udgivelser
- Tak for sidst! til Aristokraterne i Roeskilde Stænderforsamling 1844, 1845 Link til digital udgave